# Forgóeszköz
A számvitelben forgóeszköz a neve azoknak az eszközöknek, amelyek nem maradnak hosszú ideig a vállalkozás vagyonában. A megnevezésben a forgó szó a vállalkozás termelési ciklusában való körforgásra utal: a beszerzett alapanyagokból a gyártás következtében késztermék lesz, amelyet eladva, megjelenik egy követelés a vevővel szemben, majd amikor a vevő kifizeti a tartozását, a vállalkozás pénzeszközre tesz szert.
A forgóeszközök közé tartoznak
- a készletek,
- a követelések,
- a rövid lejáratra tartott értékpapírok,
- a pénzeszközök.